# Hyperacanthus talangninia
Hyperacanthus talangninia là một loài thực vật có hoa trong họ Thiến thảo. Loài này được (DC.) Rakotonas. & A.P.Davis mô tả khoa học đầu tiên năm 2006.